# 赫魯希夫 (沃洛德米爾區)
50°33′23″N 24°28′14″E / 50.55639°N 24.47056°E

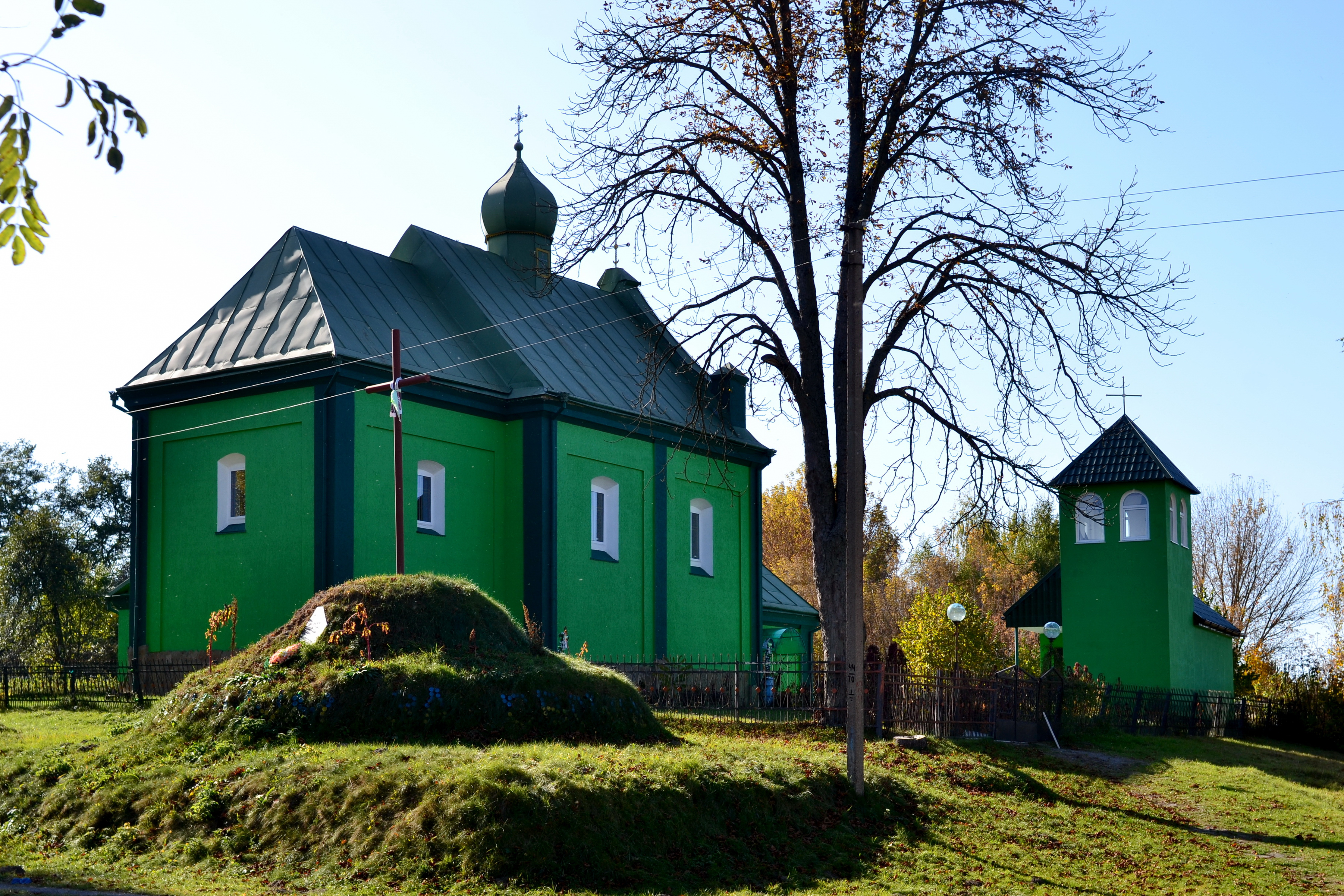
教堂

赫魯希夫（烏克蘭語：Грушів），是烏克蘭西部沃倫州沃洛德米爾區巴甫利夫卡市镇的村落。始建於1544年，面積13.5平方公里，海拔高度225米，2001年人口372，人口密度每平方公里27.56人。